# Orthonevra tristis
Orthonevra tristis là một loài ruồi trong họ Ruồi giả ong (Syrphidae). Loài này được Loew mô tả khoa học đầu tiên năm 1781. Orthonevra tristis phân bố ở vùng Cổ Bắc giới